# 皮內注射

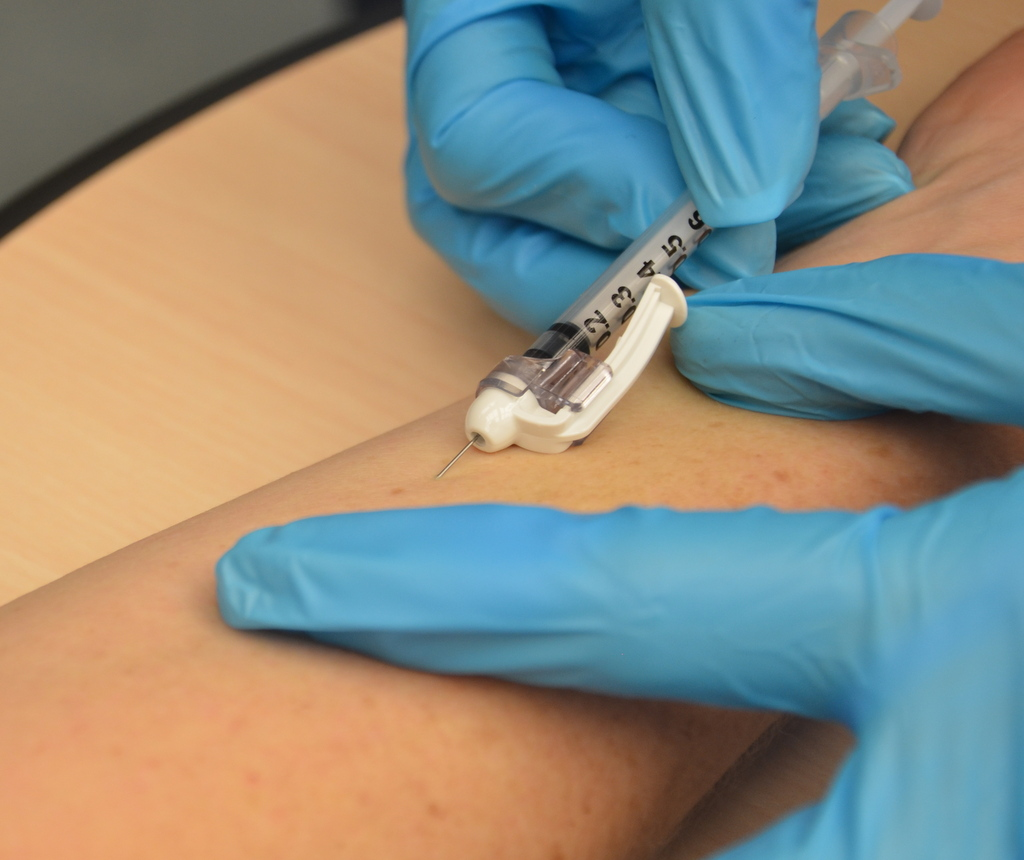
醫務人員正在進行皮內注射。

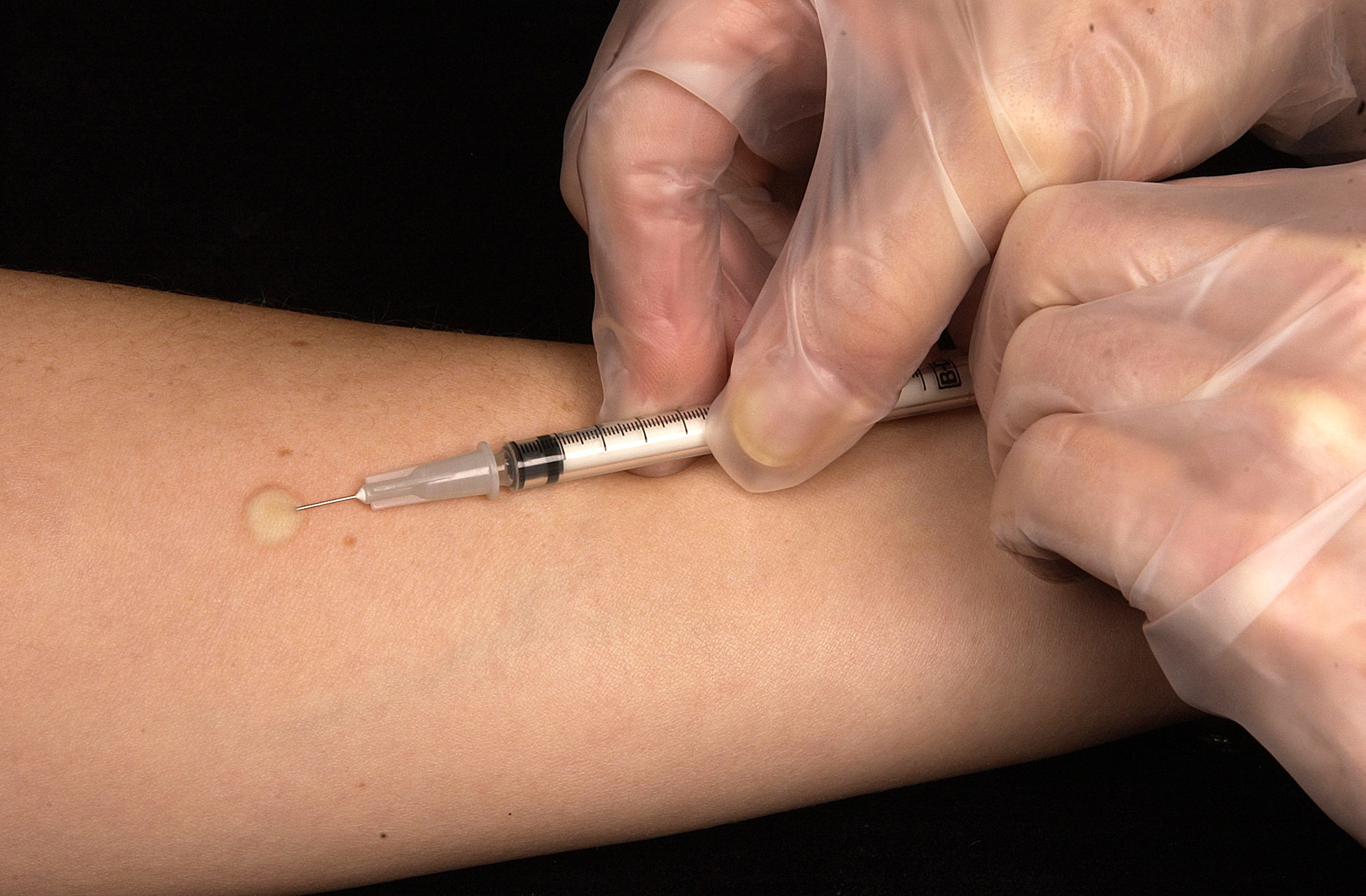
曼圖皮內注射

皮內注射（英語：Intradermal injection），通常縮寫為ID，是一種將藥物淺層注射到位於表皮和皮下組織之間真皮中的藥物注射方法。與皮下注射或肌肉注射相比，這種注射途徑相對罕見。由於使用較為複雜，ID注射不是注射的首選給藥途徑，因此僅用於某些療法，例如結核病測試和過敏測試。